# Vanneau à tête noire
Vanellus tectus
Espèce
Statut de conservation UICN

 LC  : Préoccupation mineure

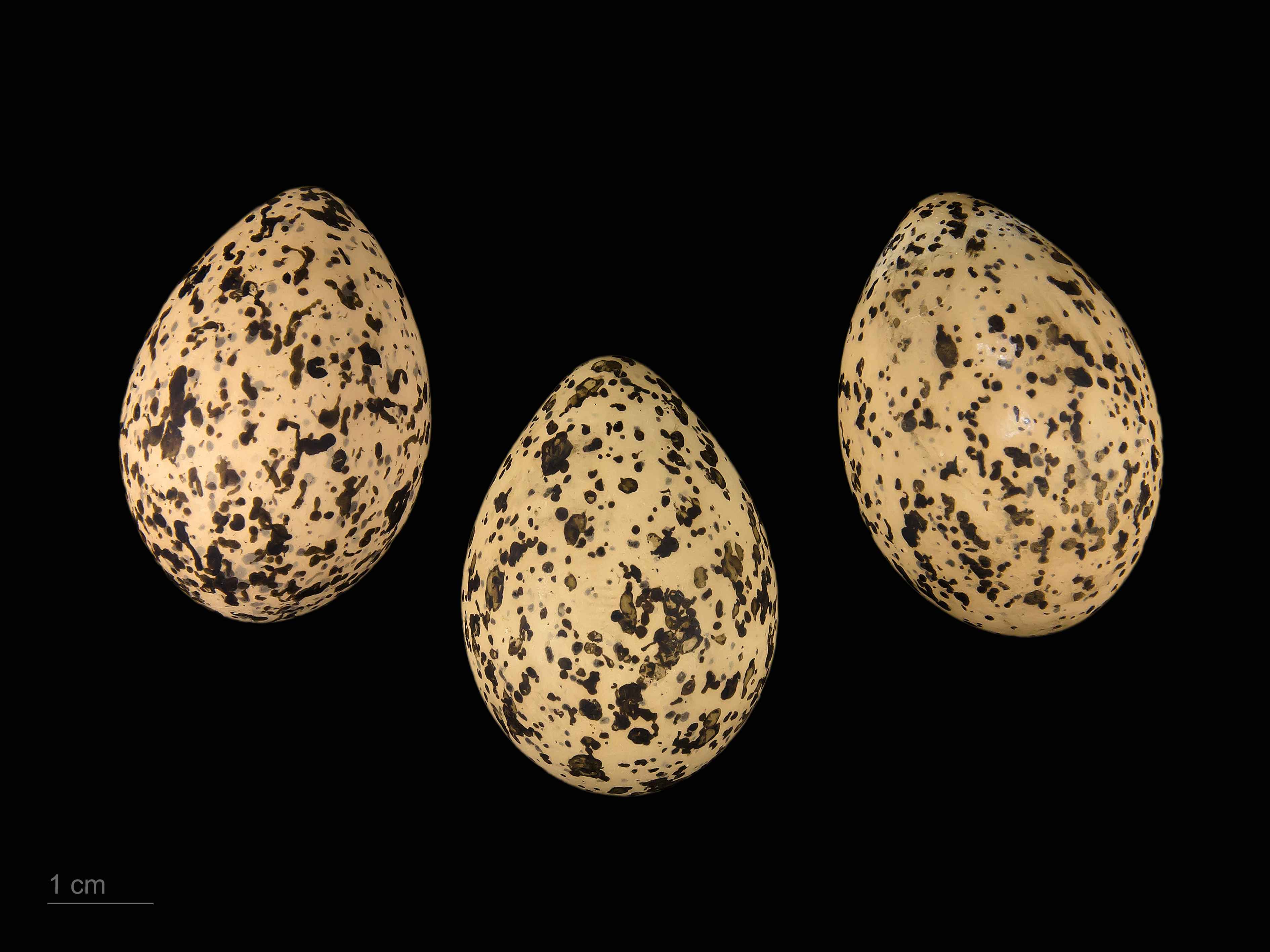
Œufs de Vanellus tectus - Muséum de Toulouse

Le Vanneau à tête noire (Vanellus tectus) est une espèce d'oiseau appartenant au groupe des limicoles et à la famille des Charadriidae.

## Taxinomie
D'après la classification de référence (version 14.1, 2024) de l'Union internationale des ornithologues, le Vanneau à tête noire possède 2 sous-espèces (ordre philogénique) :
- Vanellus tectus tectus (Boddaert, 1783) : du Sénégal et du Sud de la Mauritanie à l'Éthiopie et l'Ouganda ;
- Vanellus tectus latifrons (Reichenow, 1881)	: du Sud de la Somalie au Kenya.